# 卡萨斯德拉萨罗
卡萨斯德拉萨罗，是西班牙卡斯蒂利亚-拉曼恰自治区阿尔瓦塞特省的一个市镇。 总面积112km², 总人口413人（2001年），人口密度4人/km²。